# Nassella neesiana
Nassella neesiana es una especie de fanerógama,perteneciente a la familia de las poáceas.  

## Distribución natural y carácter invasor
Es originaria de Argentina.
Debido a su potencial colonizador y constituir una amenaza grave para las especies autóctonas, los hábitats o los ecosistemas, esta especie ha sido incluida en el Catálogo Español de Especies Exóticas Invasoras, regulado por el Real Decreto 630/2013, de 2 de agosto, estando prohibida en Canarias su introducción en el medio natural, posesión, transporte, tráfico y comercio.

## Taxonomía
Nassella neesiana fue descrita por  (Trin. & Rupr.) Barkworth y publicado en Anales del Museo Nacional de Montevideo 1(4): 336. 1896.
Sinonimia
- Stipa contracta Phil.
- Stipa eminens Nees
- Stipa eminens var. micrantha Kuntze
- Stipa fernandeziana (Trin. & Rupr.) Steud.
- Stipa hispida Phil.
- Stipa intricata Godr.
- Stipa neesiana Trin. & Rupr.
- Stipa setigera J.Presl
- Stipa skottsbergii Pilg.
- Stipa sublaevis Speg.
- Stipa trachysperma Phil.[4][5]